# Sajolida borda
L'asperge, herba petita, saborija borda, sajolida borda, hissop, jop o hisop (Hyssopus officinalis) és una espècie de planta que pertany a la família de les labiades (Labiateae), i a la subfamília i tribu Nepetoideae i Mentheae respectivament. El nom Hissopus prové del grec ὕσσωπος i aquest, al seu torn, d'una llengua semítica desconeguda. En tot cas, la forma grega està emparentada amb la forma de l'hebreu אֵזוֹב (ezov), i officinalis indica el seu caràcter medicinal. La trobem principalment a les regions eurosiberianes, normalment adaptada a zones muntanyoses i rocoses. Pel que fa a l'hàbitat en el Principat predomina en les zones pirinenques i prepirinenques del nord de Catalunya.
Pot arribar a mesurar 50 o 60 cm d'altura, però generalment fa entre 25 i 30 cm, amb fulles d'uns 2,5 cm de llarg aproximadament. Les seves flors, clarament bilabiades són blavoses, rosades fins i tot pàl·lides. Se'n destaca especialment l'acció medicinal en els tractaments de les afeccions del tracte respiratori superior i inferior.

## Hàbitat
Zones muntanyoses, calcàries, regions rocoses, vores de camins, rius secs, penya-segats, muralles, parets velles, roques... Aproximadament té el mateix hàbitat que l'espígol o el romaní.

## Distribució mundial
Principalment eurosiberiana: Armènia, Azerbaidjan i la República de Daguestan en la Federació Russa, Europa central (Àustria, República Txeca, Hongria i Suïssa), Europa de l'Est (Ucraïna), Península Balcànica (Albània, Bulgària i l'antiga Iugoslàvia) i sud d'Europa (Espanya, França i Itàlia). A més a més també la trobem nativa de l'Àfrica del Nord (Algèria i Marroc), el Pròxim Orient (Iran i Turquia).

## Etimologia
Del grec ὕσσωπος(hyssopos), que prové d'una llengua semítica no determinable però que compartia el mot amb l'hebreu, que té  אֵזוֹב (ezov, en català "herba santa"), per la semblança de la planta a l'hisop que utilitzaven els jueus. El nom de l'espècie, officinalis, expressa el seu caràcter medicinal.

## Morfologia
La seva forma vital de Raunkjaer és la d'hemicriptòfit (els meristemes es troben just arran de terra en l'estació desfavorable, com per exemple passa amb la ceba o l'all).

### Òrgans vegetatius
L'hisop és una planta de cicle perenne. Com a trets morfològics destacats trobem l'arrel, axonomorfa i molt ramificada, una tija llenyosa, com pot indicar el fet que sigui lignificada a la base, molt ramificada, i que pot arribar a fer entre 30 i 50 cm d'altura. Les fulles tenen un limbe lanceolat, amb un àpex lleugerament agut o acuminat. La forma de la base és atenuada, i la divisió del marge és simple i enter. La nervació és pinnada, i les fulles són d'inserció sèssil a la tija. Tenen una textura coriàcia. Dels caràcter col·lectius de la planta podem parlar de la disposició de les fulles sobre el tall, que és de forma oposada. Quant a la pilositat, les fulles són pubescents i la tija glabra o glabrescent.

### Òrgans reproductors

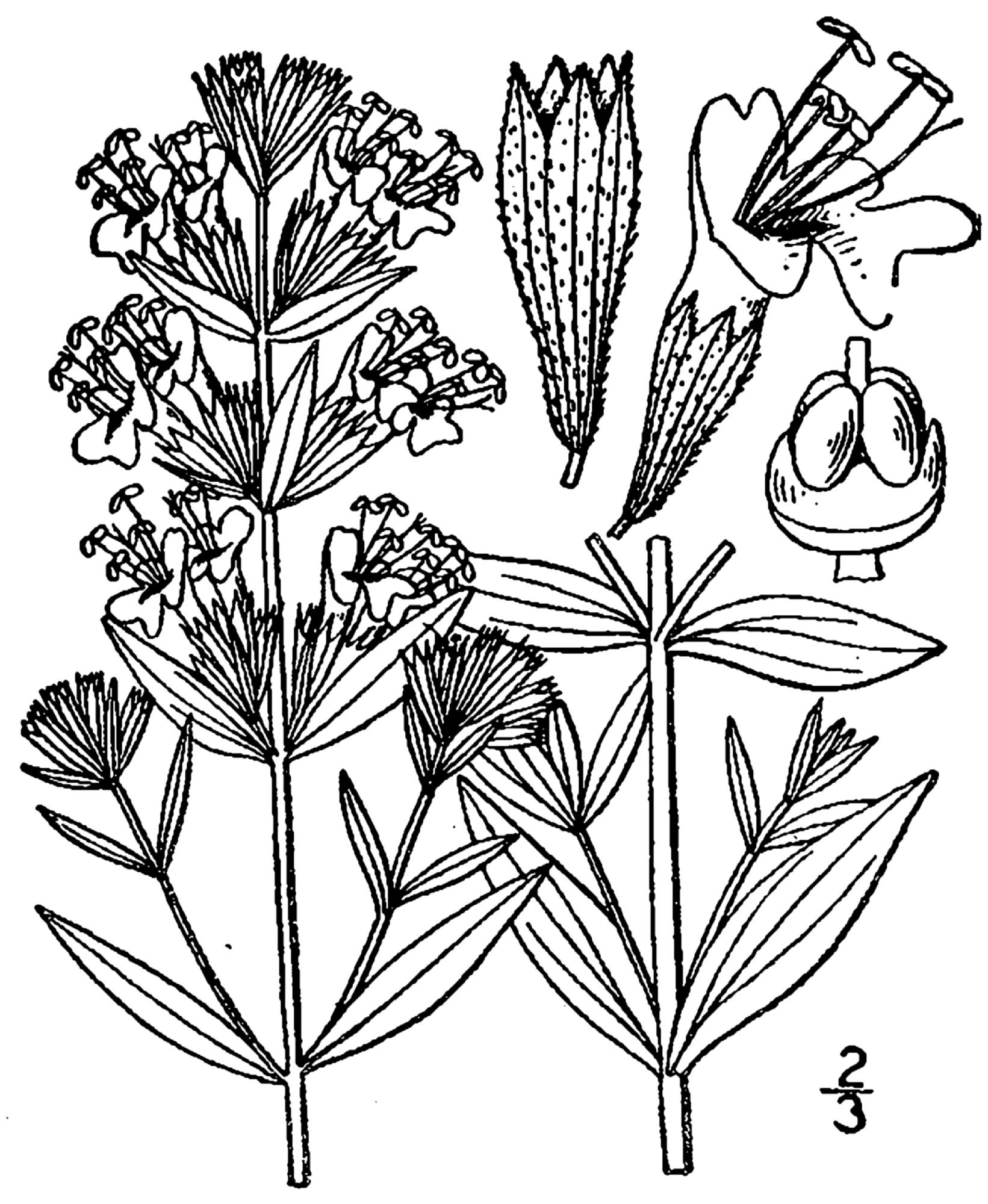

Les flors són monoiques, i més en concret hermafrodites.
La inflorescència forma denses espigues (una espiga és un tipus d'inflorescència racemosa en la que l'eix o raquis és allargat i les flores són sèssils, trobant-se les flors més joves a l'àpex) i, per tant, racemosa. Cada flor té un calze tubular de 6 a 8 mm acampanat, amb 15 nervis, labre per dins (sense pilositats), amb 5 lòbuls quasi iguals.
Flors de color blau intens, pàl·lides o rosades, amb inflorescències cap a un únic costat. Sèpals verds i soldats entre si, és per tant gamosèpala o també dita sinsèpala. Corol·la de 10 mm 12 mm de longitud, amb un tub recte, bilabiada, amb el llavi superior emarginat, amb el llavi inferior trilobulat, dels seus tres lòbuls, el mitjà és més gran i està escotat, és per tant simpètala i zigomorfa (tenen un pla de simetria).
Estams en nombre de quatre, divergents i extensos (molt sobresortints de la corol·la).
El gineceu és generalment bicarpel·lar, però cada carpel dividit longitudinalment en la seva meitat, i hi ha per tant quatre segments units només pel seu estil ginobàsic; estil generalment dividit en dos estigmes secs o lòbuls estigmàtics, un dels lòbuls normalment suprimit o reduït; primordis seminals solitaris en cada segment, basal-axials.
Fruit simple indehiscent sec, més en concret un aqueni ovoide. (Un aqueni és un tipus de fruit sec produït per diverses espècies de plantes de flor. Els aquenis són indehiscents, és a dir, l'escorça no s'obra al madurar. Conté una única llavor que omple el buit del pericarpi, però no s'adhereix a aquest; la combinació de fruit i llavor és el que es considera tal en aquestes espècies.

## Farmacologia

### Part utilitzada (droga)
S'utilitzen principalment les fulles i les flors.

### Composició química

Tuyona

Conté oli essencial (0.3-1,0%), monoterpens com la 1-pinocanfona (tuyona) (tòxica) (45%), isocanfona, pinocarvona, alfa i beta-pineno, lactones sesquiterpeniques, marrubiína (amarg), triterpens: àcids ursòlic i oleanòlic, flavonoides: glucòsids d'hesperidina, diosmetina. Les tiges i les fulles contenen també hesperidina (antisèptic), tanins (5%) (astringent), àcid màlic, goma, resina, fitosterina… colorant hisopina…

### Usos medicinals

Marrubiína

Principalment, i gràcies al seu contingut en marrubiína, és usada per tractar afeccions del tracte respiratori superior i inferior, com tos seca, bronquitis o constipat comú, grip, rinitis, sinusitis i asma, però també és usada en dispèpsies hiposecretores (indigestió), flatulències o hipertensió arterial.
En l'ús tòpic també la trobem en la neteja i desinfecció de ferides, cremades i ulceracions dèrmiques, tal com en col·liris, a causa del seu contingut en tuyona i fenols, de propietats antisèptiques.

### Mode d'administració
Es pot administrar en ús intern: infusions, xarops o tintura
1. Infusions: (flors) 30 g/l, aplicada en forma de compreses o banys. Es preparen amb 2 grams de la planta en 100 grams d'aigua, ingerides de dos a tres tasses diàries. Es recomana beure una gran quantitat d'aigua durant el tractament per millorar els efectes.[9]
2. Xarop: Es bull una mica més de mig litre d'aigua i quan bull s'hi tiren unes tres culleradetes de flors. Es deixa refredar i es filtra o es cola i se li afegeix un quilo de sucre. Es remena diversos cops al dia, fins que queda fet el xarop. Aquest es pren a cullerades soperes, una cada dues hores, per combatre la bronquitis i facilitar l'expectoració.[9]
3. tintura (1:5): 50-100 gotes, una a tres cops al dia. La proporció sol ser d'una part de planta per cinc d'alcohol, és a dir 1:5. Per realitzar-la col·loquem la planta dins un recipient i la cobrirem amb alcohol. Mantindrem la mescla entre 10 i 40 dies removent lleugerament cada dia. Després aboquem el líquid en un recipient sec i net, filtrant-ho amb una gasa. S'ha de conservar en un lloc fresc i un màxim de 24 mesos. Aquest preparat pot utilitzar-se externament o internament. En últim cas es pren en forma de gotes i es dilueix en aigua, infusions o suc. A part de preparar-les amb alcohol, poden fer-se també amb begudes alcohòliques, com vermut, ginebra, conyac o vodka, cosa que permet que tinguin millor gust. No han de pendre's durant l'embaràs o en casos de problemes estomacals. A més a més, s'ha de respectar la dosis recomanada per evitar possibles intoxicacions.[7]

### Accions farmacològiques / propietats
Destaca especialment com a expectorant, antitussiu i antisèptic gràcies al seu contingut en marrubiína:

#### Expectorant
L'hisop actua directament sobre l'epiteli bronquial, exercint un efecte irritant i augmentant la producció de secrecions bronquioalveolars. L'oli essencial s'elimina per les mucoses, fluïdifica les secrecions, al mateix temps que la seva acció estimulant afavoreix la seva expectoració, però en ser lleugerament irritant, ha de reservar-se per a quan els fenòmens inflamatoris han disminuït.

#### Antitussigen

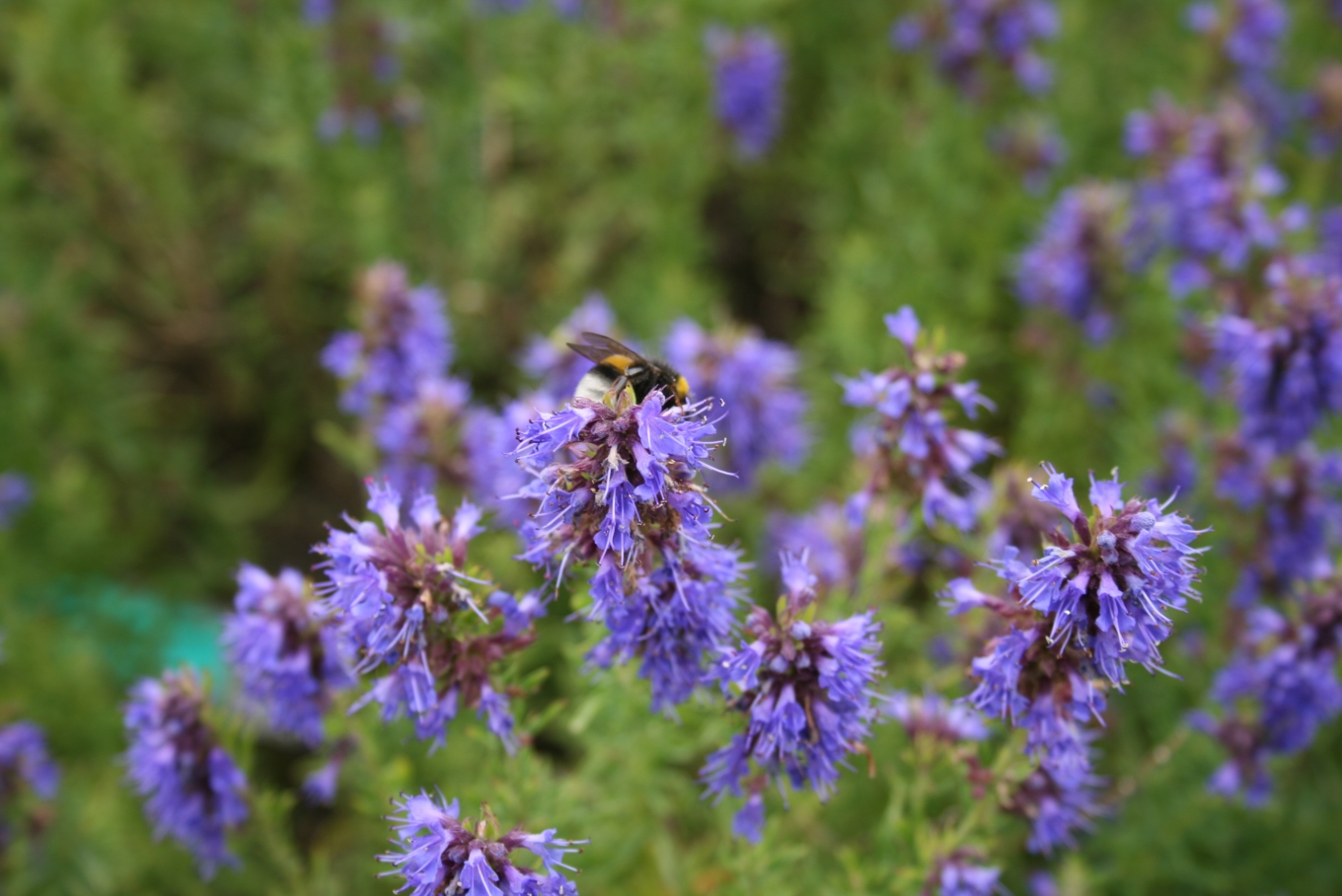
Hisop

L'hisop exerceix un efecte broncodilatador sobre el múscul llis bronquial, inhibint d'aquesta manera el reflex de la tos.
A més a més, a dosis baixes es comporta com a antisèptic (a causa del seu contingut en tuyona i fenols), aperitiu, digestiu, carminatiu, lleugerament hipotensor, antiasmàtic, antidepressiu, antinefrític, antisudorífer, astringent, bactericida, diürètic, per tractar inflamacions de vesícula biliar i vies urinàries, laringitis, leucorrea, linfoadenitis i trastorns gàstrics…

### Toxicitat
Tot i que no s'han descrit reaccions adverses a les dosis terapèutiques recomanades, a altes dosis, en tractaments crònics o a individus especialment sensibles poden produir reaccions adverses de caràcter neurològic i psicològic, tals com convulsions i excitabilitat, a causa majoritàriament de la presència de tuyona i cetona pinocanfè. A més a més, en algun casos poden causar cirrosi hepàtica.
Tot i això, la probabilitat d'intoxicació pel consum d'infusions és molt baix. L'oli essencial pot produir dermatitis de contacte i reaccions al·lèrgiques (broncospasmes).

### Contraindicacions
En general, no es recomana l'ús d'oli essencial de l'hisop a persones amb hipersensibilitat a qualsevol component del medicament, així com a qualsevol pacient durant un període llarg de temps o a dosis majors de les recomanades a causa de la seva possible toxicitat. D'aquesta manera, tampoc es recomana a pacients amb distonies neurovegetatives, gastritis, úlceres gastroduodenals, síndrome de l'intestí irritable, colitis ulcerosa, malaltia de Crohn, hepatopaties, epilèpsia, Parkinson o altres malalties neurològiques.
Quant a nens, no s'ha estudiat la seva seguretat i eficàcia i, per tant, no se'n recomana el seu ús.
En embaràs i lactància, s'han dut a terme estudis sobre diverses espècies d'animals, utilitzant dosis superiors a les humanes, sense que s'hagin registrat efectes embriotòxics o teratògens. Tot i això no s'han realitzat assajos clínics en humans i, per tant, el seu ús només s'accepta en cas d'absència d'alternatives terapèutiques més segures.
El seu ús sembla compatible amb altres fàrmacs, ja que fins ara no s'han descrit interaccions amb medicaments.

## Gastronomia
La planta fresca és apreciada sense dessecar en gastronomia, combina amb quasi totes les herbes excepte amb farigola i sàlvia, ja que cobreix el seu gust i olor. Generalment s'utilitza fresc, ja que cuit perd el seu sabor. Les fulles fresques o seques i les flors s'afegeixen a sopes, estofats i embotits, i poden usar-se en petites quantitats per la seva intensitat per condimentar amanides, verdures, marinades, caça i bolets, ja que tenen un sabor lleugerament amarg, causat pels tanins que contenen, i un intens aroma mentolat.
També els podem trobar en licors, i formen part de la fórmula de Chartreuse. Podem també obtindre una essència per destil·lació de la planta fresca al vapor, així com ser utilitzada en apicultura, produint una excel·lent mel rica en aroma.
Per si no n'hi hagués prou, les fulles fresques i seques poden també ser utilitzades en saquets per repel·lir insectes i en aigua de l'eixalavat de la roba.

### Història
La planta ha sigut usada des de l'antiguitat preclàssica; D'aquesta manera, ja apareix esmentada com a herba aromàtica en el Tanaj herbaci, i en l'Evangeli. En tanta consideració es tenia a l'hisop gràcies als seus múltiples usos medicinals, que es coneix d'una dita antiga que diu així: qui de l'hisop conegui les virtuts, en sabrà masses.

### Cultiu

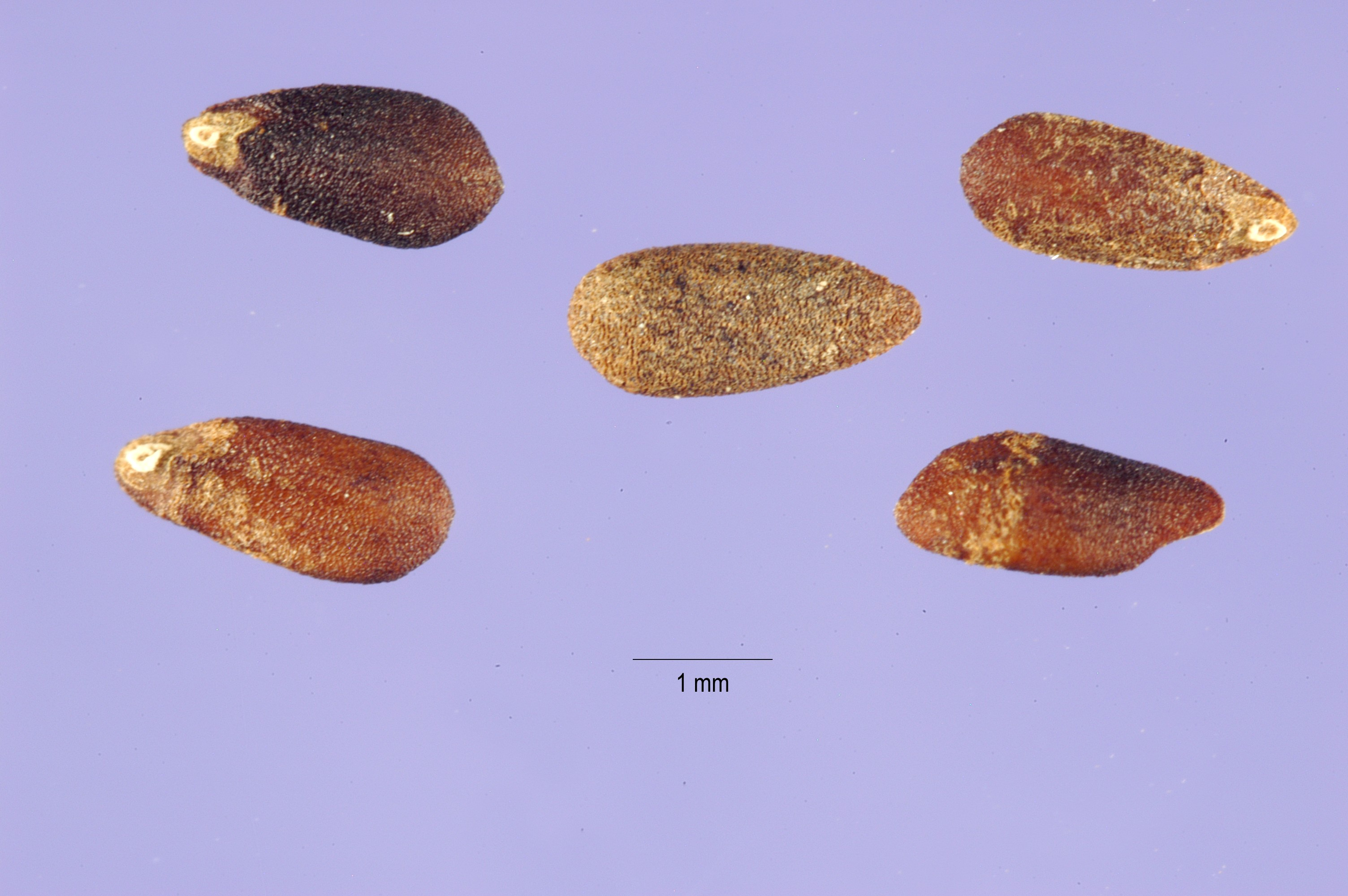
Llavors

És una espècie rústica, que resisteix bé les sequeres i tolera sòls tant argilosos, sorrencs, com calcaris, sempre que estigui proveïda d'un bon drenatge. Precisa molt sol i un clima càlid.
Pot reproduir-se per llavor entre mitjans de tardor i principis de primavera (si es planta primer en test i es trasplanta després a uns 70 X 60 cm de distància entre les altres plantes), per simple divisió de mates ja existents, o per estaques. Si se segueix aquesta última tècnica s'utilitzen rames ja lignificades i amb diverses gemmes poc abans de la floració. Un cop les gemmes exteriors hagin crescut, es poden trasplantar a la seva localització definitiva.
Si bé tota la planta és intensament aromàtica, es cultiva preferentment en època de floració per aprofitar les inflorescències. En condicions òptimes pot obtenir-se un cultiu a finals de primavera i una altra a principis de tardor.
Un cop tallades les tiges es col·loquen a dessecar en suspensió o en capes primes sobre material que permeti el drenatge, en un lloc fresc, sec i ben ventilat, donant la volta al material diversos cops. És preferible evitar el sol directe per minimitzar la descoloració i l'oxidació dels components. Un cop seques, en uns sis dies, es desfullen o es torcegen amb la tija. Si es vol conservar s'ha de fer en contenidors o estancs, aguantant un màxim de 18 mesos.

### Legislació
En no ser una planta d'elevada toxicitat i presentar una activitat mitjana o poc activa mostra un cert marge de seguretat pel que fa a la dosi tòxica, de manera que no se n'explicita cap legislació en concret, sinó que s'engloba en la plantes d'ús industrial, farmacèutic o d'ús lliure tradicional, sempre les recomanacions respecte a les dosis i metodologia recomanades per un professional.

## Galeria d'imatges

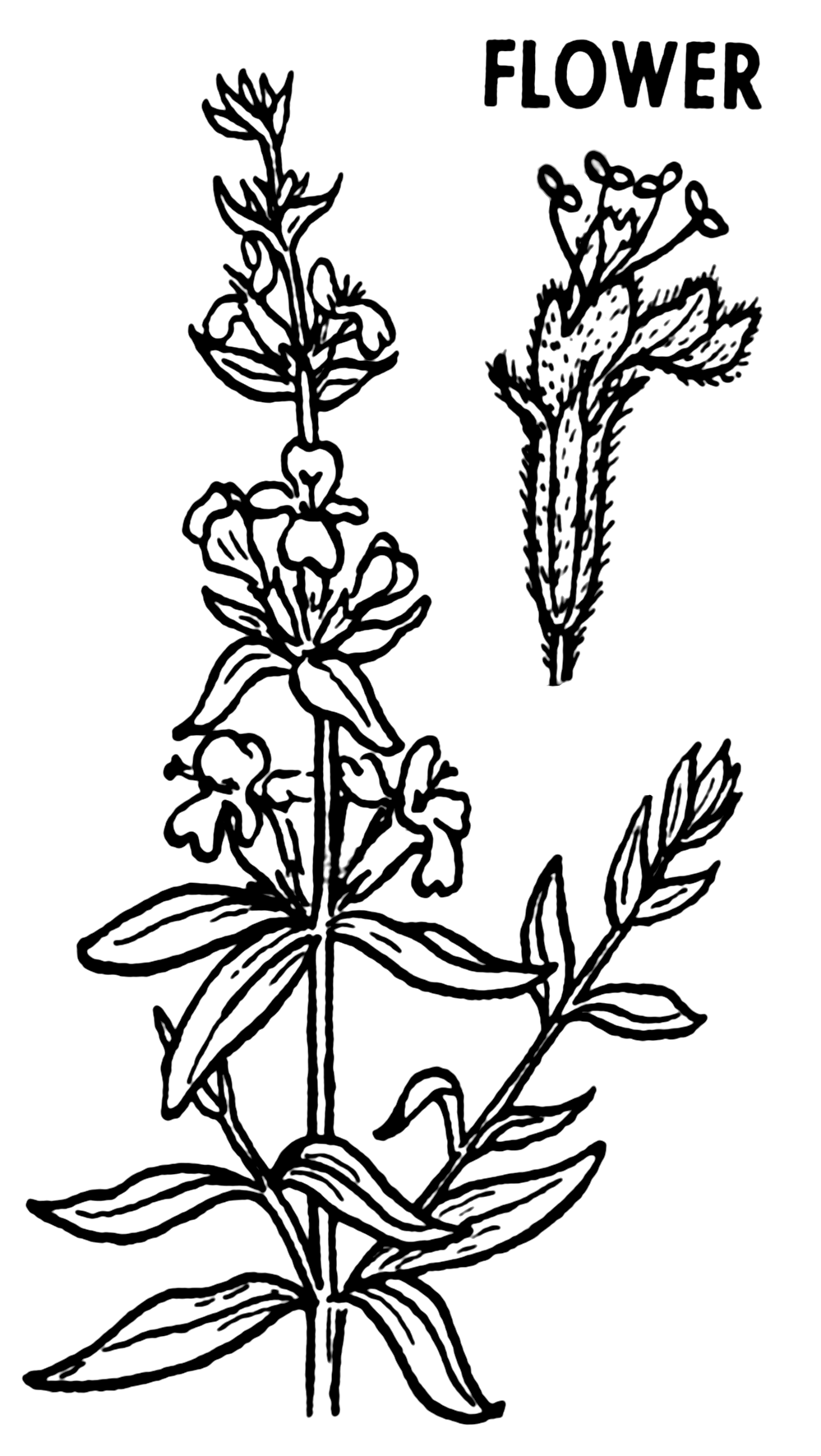
Il·lustració de l'hisop
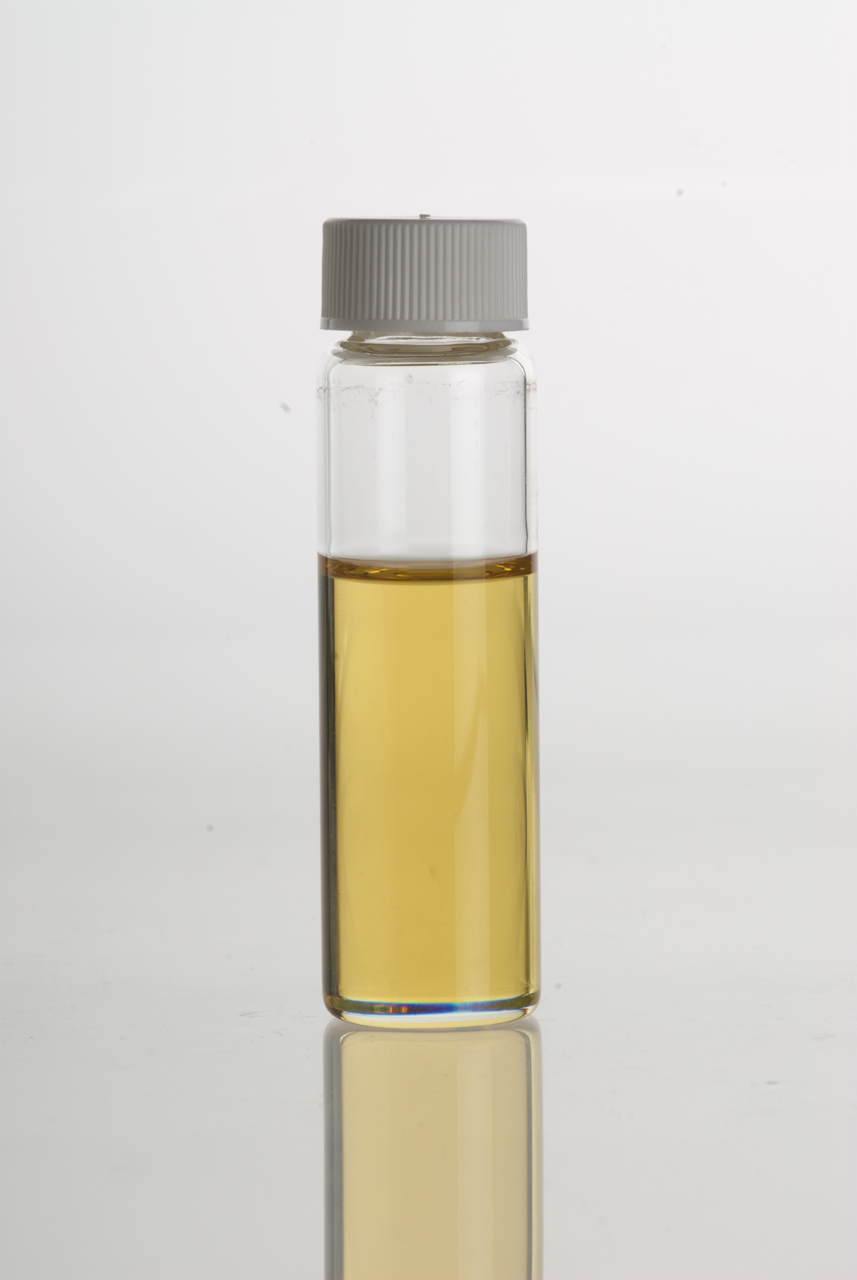
Oli essencial
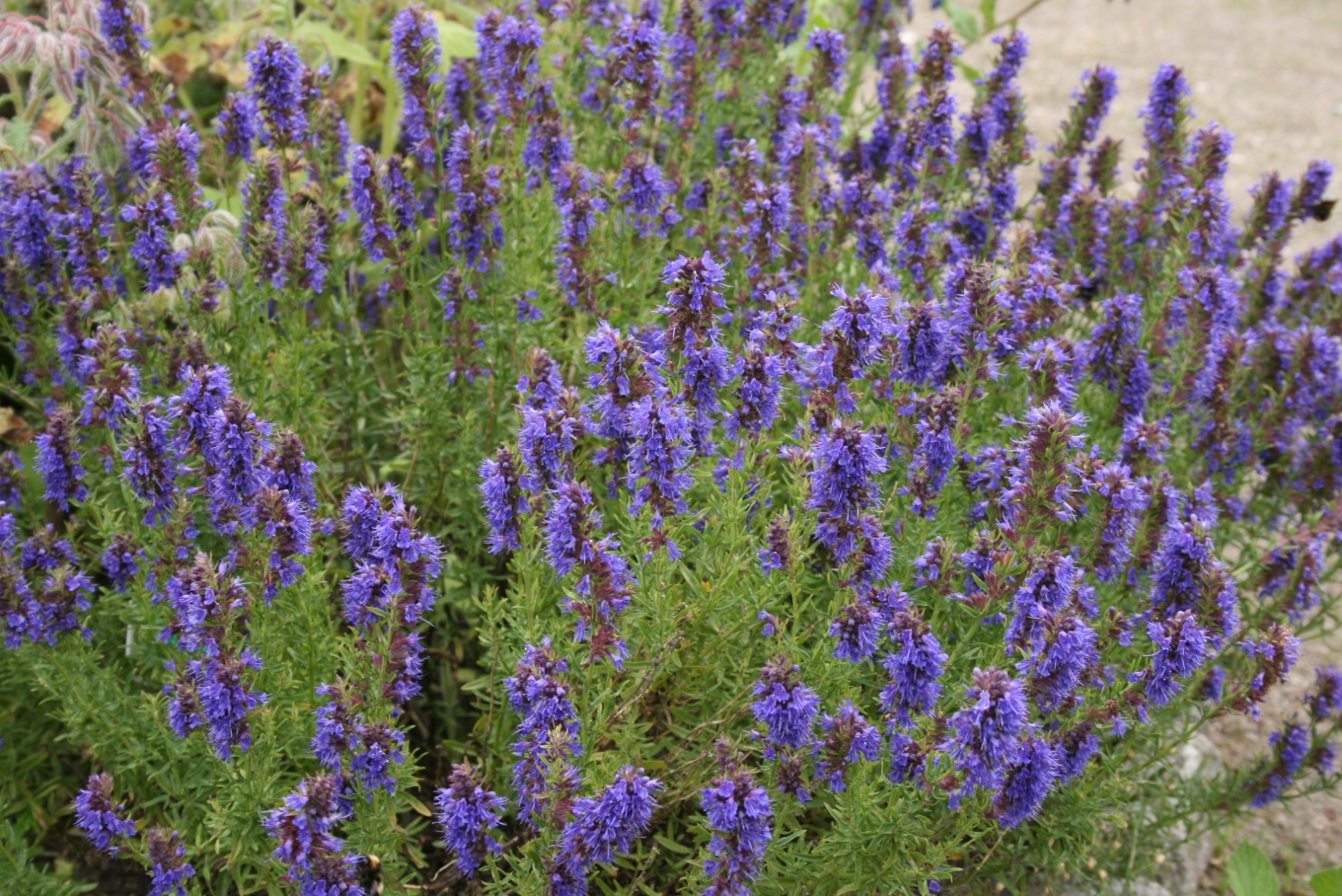
Hisop
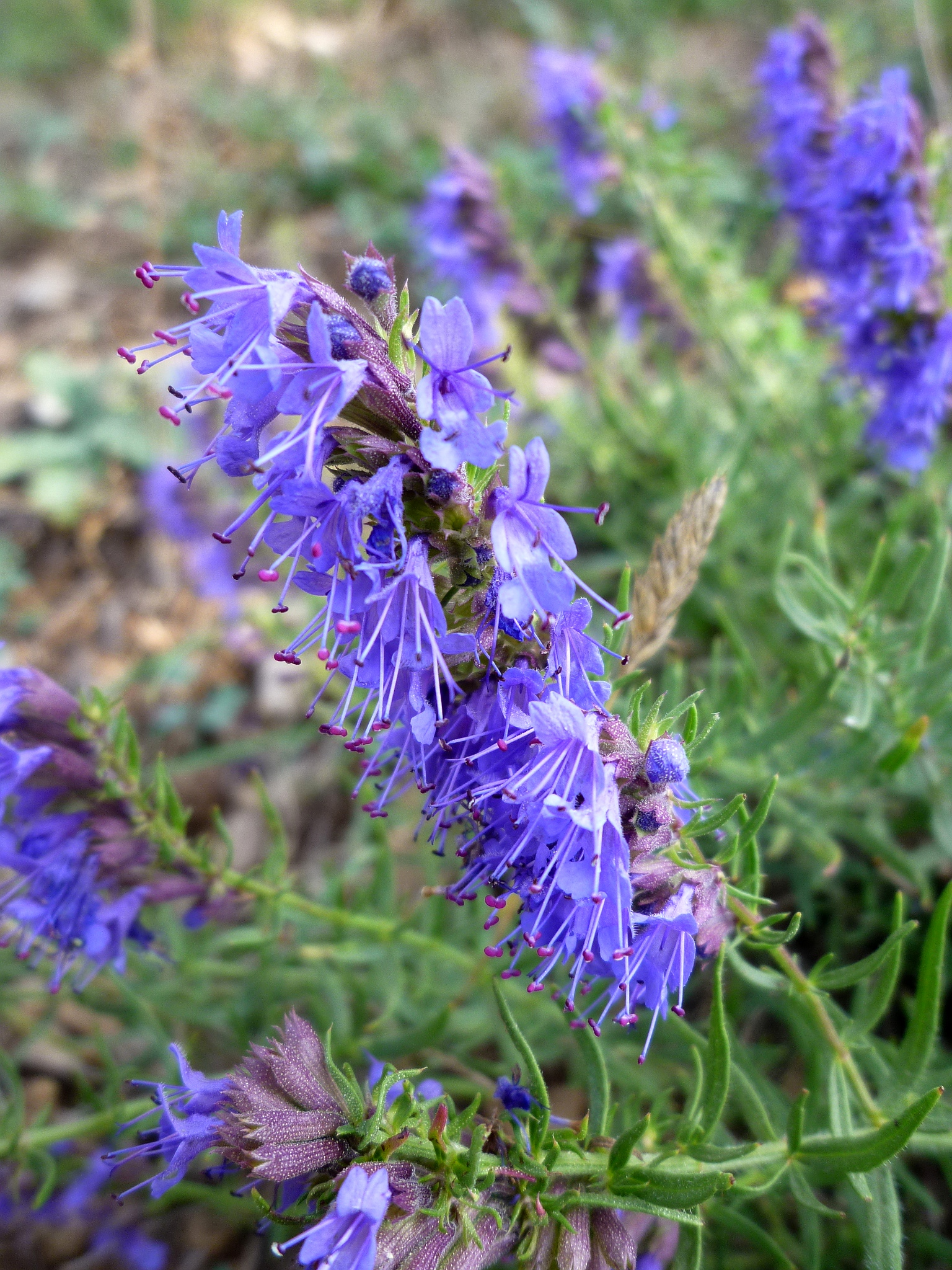
A Guixers (Solsonès)